# Alonso Verdugo y Castilla
Alonso Verdugo y Castilla Ursúa y Lasso de Castilla, també conegut com a Alonso Verdugo de Castilla, III Comte de Torrepalma (Alcalá la Real, 3 de setembre de 1706 - Torí, 27 de març de 1767) va ser un diplomàtic i poeta espanyol, un dels primers acadèmics de la Reial Acadèmia Espanyola.
Va ser cavaller de l'Orde de Calatrava (1756), majordom de setmana de Sa Majestat (1775), ministre plenipotenciari a Viena fins a 1760 i després a Torí entre 1760 i 1767. Membre numerari de la Reial Acadèmia de la Llengua i cofundador en 1735 i membre de número de la Reial Acadèmia de la Història; també va pertànyer a l'Acadèmia de Belles Arts de San Fernando. Va animar, a més, dos cenacles poètics: l'Academia del Trípode en Granada i l'Academia del Buen Gusto a Madrid.
La seva poesia es dirigia a un reduït grup d'amics i adeptes, amb un molt elaborat culteranisme, la qual cosa li va valer l'àlies de "El Difícil". No obstant això en els seus versos apareix també l'influx de Lope de Vega i de Juan de Jáuregui. Va utilitzar Ovidi per al seu gran poema Deucalión (editat pòstumament al Parnaso español de 1770 i després en 1854 per Cayetano Rosell y López). S'han conservat també romanços, sonets, elegies, etcètera i un poema denominat Las ruinas. Pensamientos tristes, en belles sèries d'hendecasíl·labs blancs. En ell un pastor, de nom Alfeo, plora els desdenys de Filis al costat de les ruïnes de l'alcàsser de Toledo amb un nou to, reconcentrat i intimista. Leopoldo Augusto de Cueto li va atribuir un altre poema, El juicio final, que sembla obra de José Antonio Porcel y Salablanca. Entre els principals estudiosos d'aquest poeta destaca especialment Nicolás Marín.